# Chamblet
Chamblet est une commune française, située dans le département de l'Allier en région Auvergne-Rhône-Alpes.

## Géographie

### Localisation
Chamblet est située à l'est de Montluçon.
Ses communes limitrophes sont :
|                 | Saint-Angel |           |
|                 | Chamblet    | Doyet     |
| Néris-les-Bains |             | Malicorne |

### Voies de communication et transports
La commune est traversée par les routes départementales 2371, axe reliant Montluçon à l'ouest et Montmarault à l'est, 37 (vers Commentry), 39 (vers Saint-Angel et l'autoroute A714 menant à l'A71 — Paris et Clermont-Ferrand) et 239.

### Climat
Pour des articles plus généraux, voir Climat d'Auvergne-Rhône-Alpes et Climat de l'Allier.
En 2010, le climat de la commune est de type climat océanique dégradé des plaines du Centre et du Nord, selon une étude du CNRS s'appuyant sur une série de données couvrant la période 1971-2000. En 2020, Météo-France publie une typologie des climats de la France métropolitaine dans laquelle la commune est exposée à un climat de montagne ou de marges de montagne et est dans la région climatique Ouest et nord-ouest du Massif Central, caractérisée par une pluviométrie annuelle de 900 à 1 500 mm, maximale en automne et en hiver.
Pour la période 1971-2000, la température annuelle moyenne est de 10,9 °C, avec une amplitude thermique annuelle de 15,3 °C. Le cumul annuel moyen de précipitations est de 800 mm, avec 11,1 jours de précipitations en janvier et 7,4 jours en juillet. Pour la période 1991-2020, la température moyenne annuelle observée sur la station météorologique de Météo-France la plus proche, sur la commune de Montluçon à 8 km à vol d'oiseau, est de 12,0 °C et le cumul annuel moyen de précipitations est de 637,1 mm,. Pour l'avenir, les paramètres climatiques de la commune estimés pour 2050 selon différents scénarios d'émission de gaz à effet de serre sont consultables sur un site dédié publié par Météo-France en novembre 2022.

## Urbanisme

### Typologie
Au 1er janvier 2024, Chamblet est catégorisée bourg rural, selon la nouvelle grille communale de densité à 7 niveaux définie par l'Insee en 2022.
Elle est située hors unité urbaine. Par ailleurs la commune fait partie de l'aire d'attraction de Montluçon, dont elle est une commune de la couronne,. Cette aire, qui regroupe 58 communes, est catégorisée dans les aires de 50 000 à moins de 200 000 habitants,.

### Occupation des sols

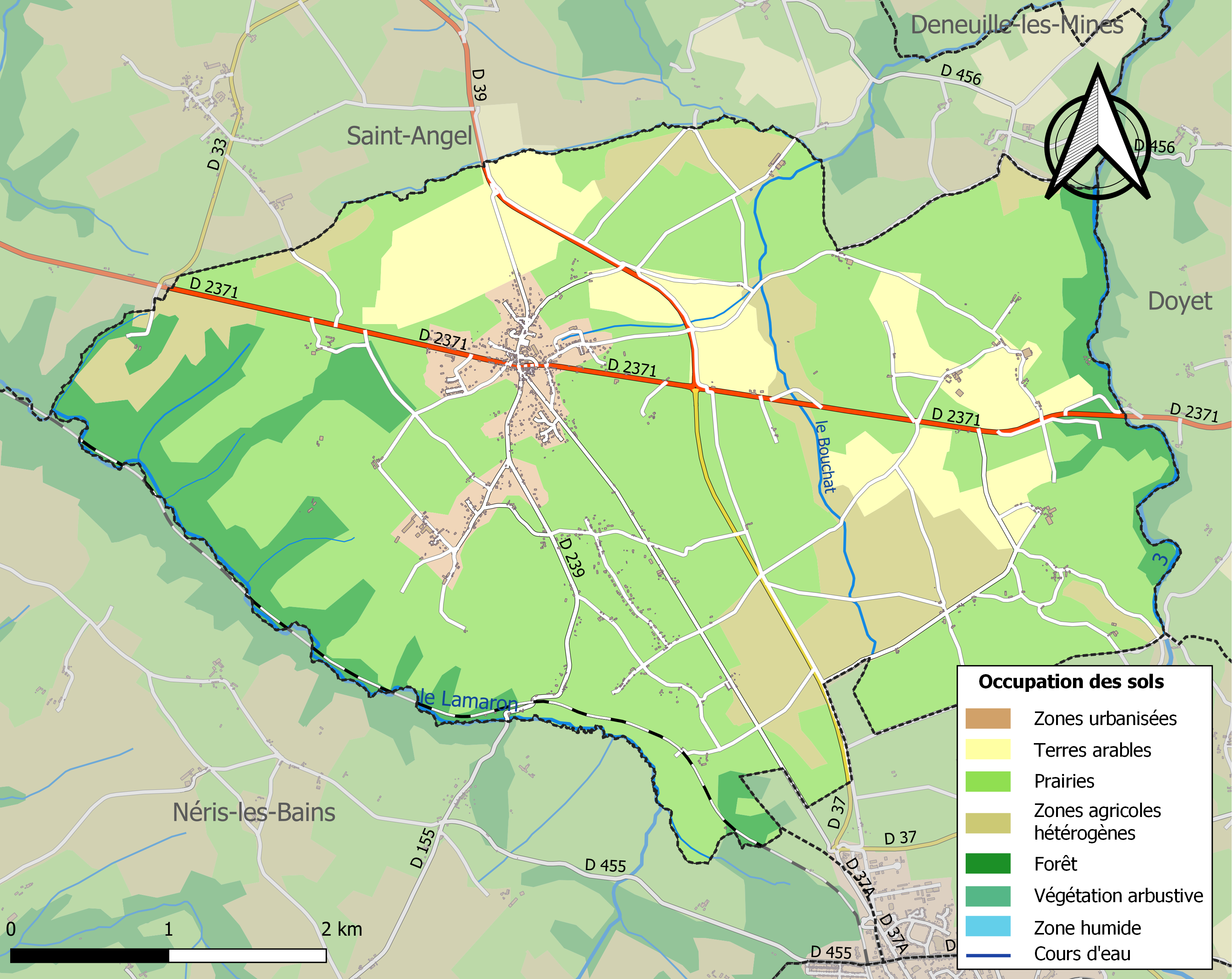
Carte des infrastructures et de l'occupation des sols de la commune en 2018 (CLC).

L'occupation des sols de la commune, telle qu'elle ressort de la base de données européenne d’occupation biophysique des sols Corine Land Cover (CLC), est marquée par l'importance des territoires agricoles (84,8 % en 2018), une proportion sensiblement équivalente à celle de 1990 (85,4 %). La répartition détaillée en 2018 est la suivante : 
prairies (60,5 %), zones agricoles hétérogènes (12,8 %), terres arables (11,5 %), forêts (10,8 %), zones urbanisées (4,4 %).
L'IGN met par ailleurs à disposition un outil en ligne permettant de comparer l’évolution dans le temps de l’occupation des sols de la commune (ou de territoires à des échelles différentes). Plusieurs époques sont accessibles sous forme de cartes ou photos aériennes : la carte de Cassini (XVIIIe siècle), la carte d'état-major (1820-1866) et la période actuelle (1950 à aujourd'hui).

## Politique et administration
| Période                                  | Période                   | Identité          | Étiquette     | Qualité                                            |
| ---------------------------------------- | ------------------------- | ----------------- | ------------- | -------------------------------------------------- |
| Les données manquantes sont à compléter. |                           |                   |               |                                                    |
| mars 1983                                | mars 2001                 | André Roux        | Apparenté PCF |                                                    |
| mars 2001                                | mars 2008                 | Jean-Paul Michard |               |                                                    |
| mars 2008                                | En cours (au 6 juin 2020) | Alain Chanier     | PS            | Retraité de la fonction publique Réélu en mai 2020 |

## Population et société

### Démographie
L'évolution du nombre d'habitants est connue à travers les recensements de la population effectués dans la commune depuis 1793. Pour les communes de moins de 10 000 habitants, une enquête de recensement portant sur toute la population est réalisée tous les cinq ans, les populations de référence des années intermédiaires étant quant à elles estimées par interpolation ou extrapolation. Pour la commune, le premier recensement exhaustif entrant dans le cadre du nouveau dispositif a été réalisé en 2007.

En 2022, la commune comptait 1 079 habitants, en évolution de −1,64 % par rapport à 2016 (Allier : −1,38 %, France hors Mayotte : +2,11 %).
| 1793 | 1800 | 1806 | 1821 | 1831 | 1836 | 1841 | 1846 | 1851 |
| ---- | ---- | ---- | ---- | ---- | ---- | ---- | ---- | ---- |
| 460  | 382  | 505  | 497  | 625  | 558  | 599  | 745  | 816  |

| 1856  | 1861  | 1866  | 1872  | 1876  | 1881  | 1886  | 1891  | 1896  |
| ----- | ----- | ----- | ----- | ----- | ----- | ----- | ----- | ----- |
| 1 001 | 1 003 | 1 073 | 1 032 | 1 161 | 1 159 | 1 130 | 1 133 | 1 150 |

| 1901  | 1906  | 1911  | 1921  | 1926  | 1931  | 1936 | 1946  | 1954  |
| ----- | ----- | ----- | ----- | ----- | ----- | ---- | ----- | ----- |
| 1 218 | 1 240 | 1 162 | 1 042 | 1 044 | 1 004 | 959  | 1 017 | 1 042 |

| 1962 | 1968 | 1975 | 1982 | 1990  | 1999 | 2006  | 2007  | 2012  |
| ---- | ---- | ---- | ---- | ----- | ---- | ----- | ----- | ----- |
| 918  | 855  | 807  | 932  | 1 046 | 941  | 1 049 | 1 064 | 1 090 |

| 2017  | 2022  | - | - | - | - | - | - | - |
| ----- | ----- | - | - | - | - | - | - | - |
| 1 097 | 1 079 | - | - | - | - | - | - | - |

## Culture locale et patrimoine

### Lieux et monuments
- Château de Chamblet
- Église Saint-Maurice du XIXe siècle

### Personnalités liées à la commune
- Louis Michard (1914-1945), officier de la 2e DB, mort pour la France le 28 janvier 1945 à Grussenheim, Compagnon de la Libération à titre posthume.